# 外札薩克蒙古

1661年的清朝控制区，西北灰色大部分地区1691年后逐步成为外札萨克的主体

外札薩克蒙古（穆麟德轉寫：tulergi jasak monggo），指清代外藩蒙古中除內蒙古二十四部以外的蒙古各旗，與哈密、吐魯番等地的回部王公同為“外札薩克”。外札薩克蒙古包括西套蒙古二旗、漠北喀爾喀四部以及科布多、青海、新疆、黑龙江所屬札薩克各旗，由理藩院典屬清吏司與柔遠清吏司管理。
外札萨克各部均为清准战争时被清朝所兼并。清末，外札薩克蒙古有時僅指喀爾喀四部，後演變出外蒙古的概念，即土謝圖汗部、賽音諾顏部、車臣汗部與札薩克圖汗部。

## 盟部

### 外喀尔喀
外蒙古土謝圖汗部、車臣汗部由庫倫辦事大臣管轄，賽音諾顏部、札薩克圖汗部由烏里雅蘇臺將軍管轄，另外将军统辖四部蒙古兵。
- 土謝圖汗部 二十旗（汗阿林盟）
- 車臣汗部 二十三旗（克魯倫巴爾和屯盟）
- 賽音諾顏部十九旗 附額魯特部二旗（齊齊爾里克盟）
- 札薩克圖汗部十八旗 附輝特部一旗（札克畢拉色欽畢都爾諾爾盟）

### 科布多
科布多所屬札薩克由科布多參贊大臣管轄，烏里雅蘇臺將軍節制。
- 杜爾伯特部 十四旗（左右翼賽音濟雅哈圖盟）
  - 附輝特部 二旗
    - 輝特下前旗
    - 輝特下後旗
- 新土爾扈特部 二旗（青塞特奇勒圖盟，光緒末改屬阿爾泰）
  - 新土爾扈特左旗
  - 新土爾扈特右旗
- 新和碩特部 一旗（光緒末改屬阿爾泰）
  - 新和碩特旗

### 西套蒙古
西套蒙古二旗不設盟，直属理藩院，并由陕甘总督节制。
- 阿拉善厄魯特旗
- 額濟納土爾扈特旗

### 青海蒙古各部
青海蒙古各部統屬於西寧辦事大臣。嘉慶年間裁撤一旗——和碩特南左翼次旗。存二十八旗，此外还有一个「喇嘛旗」（以喇嘛為扎薩克的旗）——察罕諾門汗旗。
- 和碩特部 二十一旗
  - 和碩特前頭旗（河南五旗）
  - 和碩特前左翼頭旗（右翼盟）
  - 和碩特北前旗（左翼盟）
  - 和碩特北右翼旗（右翼盟）
  - 和碩特北左翼旗（左翼盟）
  - 和碩特北左末旗（左翼盟）
  - 和碩特北右末旗（左翼盟）
  - 和碩特東上旗（右翼盟）
  - 和碩特南左翼次旗（嘉庆十一年裁撤）
  - 和碩特南左翼中旗（河南五旗）
  - 和碩特南左翼後旗（左翼盟）
  - 和碩特南左翼末旗（右翼盟）
  - 和碩特南右翼中旗（河南五旗）
  - 和碩特南右翼後旗（左翼盟）
  - 和碩特南右翼末旗（左翼盟）
  - 和碩特西前旗（左翼盟）
  - 和碩特西後旗（左翼盟）
  - 和碩特西左翼後旗（右翼盟）
  - 和碩特西右翼後旗（右翼盟）
  - 和碩特西右翼中旗（左翼盟）
  - 和碩特西右翼前旗（右翼盟）
- 輝特部 一旗
  - 輝特南旗（右翼盟）
- 綽羅斯部 二旗
  - 綽羅斯北中旗（右翼盟）
  - 綽羅斯南右翼頭旗（右翼盟）
- 土爾扈特部 四旗
  - 土爾扈特西旗（左翼盟）
  - 土爾扈特南前旗（河南五旗）
  - 土爾扈特南中旗（右翼盟）
  - 土爾扈特南後旗（左翼盟）
- 青海喀爾喀部 一旗
  - 喀爾喀南右旗（右翼盟）

### 新疆蒙古各部
新疆蒙古各部統屬於伊犁將軍。
- 舊土爾扈特部（烏訥恩素珠克圖盟）
  - 南路舊土爾扈特 四旗
  - 北路舊土爾扈特 三旗
  - 東路舊土爾扈特 二旗
  - 西路舊土爾扈特 一旗
- 中路和碩特部 三旗（巴圖塞特奇勒圖盟）

### 黑龙江厄鲁特
依克明安旗統屬於黑龙江将军，在今黑龙江省西部齐齐哈尔市。

## 設官
外札薩克蒙古官吏通制：
- 盟長、副盟長，每盟各置一人，於該盟所屬札薩克、閒散王公內簡選。
- 札薩克（扎薩克），即旗長，每旗一人，掌管一旗政令，一般可以世襲。
- 協理台吉，每旗二人或四人，協助札薩克辦理旗務。外札薩克的個別旗無此職務。
- 管旗章京，每旗一人；副章京每旗二人。
- 參領，每六佐領置一參領。
- 佐領，每蘇木（“佐”）設佐領一人（也有例外），相當於鄉長。
- 驍騎校，每蘇木一人。
- 什長，每十戶設一什長。

## 領兵
外蒙古之兵，統於烏里雅蘇臺將軍，四部各设一副将军。杜爾伯特、新土爾扈特、新和碩特之兵，統於科布多參贊大臣。青海蒙古各部之兵，統於西寧辦事大臣。新疆各部之兵，統於烏魯木齊都統與伊犁將軍。

## 封爵
外札薩克封爵與內札薩克大致相同，有札薩克親王、札薩克郡王、札薩克貝勒、札薩克貝子、札薩克鎮國公、札薩克輔國公、札薩克台吉（一至四等）。無塔布囊。土謝圖汗部、車臣汗部、札薩克圖汗部、杜爾伯特部與舊土爾扈特部保留有汗號，位在王爵之上。

### 引用
1. ↑  《清史稿》地理志：“喀爾喀四部八十四旗，統稱外札薩克。”